# 五里溪水库
五里溪水库位于湖南省常德市鼎城区，是一座以灌溉为主的中型水库，库容约2040万立方米，设计灌溉面积约3527公顷。